# Лутајућа муниција
Лутајућа муниција (позната и као дрон самоубица, дрон камиказа или експлодирајући дрон) се уклапа у категорију између крстарећих ракета и ударних беспилотних летелица, пошто дели њихове карактеристике. Разликују се од крстарећих ракета по томе што су дизајниране да релативно дуго лутају око циљаног подручја, а од ударних БПЛ по томе што је лутајућа муниција намењена да се потроши (самоуништи) у нападу и има уграђену бојеву главу. Као таква, може се сматрати и далекометним оружјем.
Лутајућа муниција се први пут појавила 1980-их, када је добила улогу борбе против непријатељске ПВО, и у тој улози је коришћена од стране бројних Оружаних снага 1990-их. Почевши од 2000-их, развијена је лутајућа муниција за додатне улоге у распону од релативно великих удара и ватрене подршке до тактичких система на бојном пољу веома кратког домета који стају у ранац.

## Историја

### Први развој и терминологија
У почетку, лутајућа муниција није се спомињала као таква, већ као „беспилотне летелице самоубице“ или „лутајуће ракете“.
Различити извори указују на различите пројекте као почетке ово оружја. Неки извори помињу неуспели амерички AGM-136 Tacit Rainbow програм  или почетне израелске варијанте муниције Delilah из 1980-их .
Поред тога, такође и ирански Абабил-1 произведен 1980-их. Израелски IAI Harpy произведен је касних 1980-их.
Рани пројекти нису користили номенклатуру „лутајуће муниције“, која се појавила много касније; користили су терминологију која је постојала у то време.

## Карактеристике
Лутајућа муниција може бити једноставна као беспилотна летелица (БПЛ) са причвршћеним експлозивом, која се шаље у потенцијалну мисију камиказе, а може се чак и конструисати на већ доступним комерцијалним квадрокоптерима уз причвршћивање експлозива.
Наменска муниција је сложенија у погледу могућности лета и контроле, величине и дизајна бојеве главе, као и уграђених сензора за лоцирање циљева.
Неке лутајуће муниције користе људског оператора за лоцирање циљева, док друге, као што је IAI Harop, могу да функционишу аутономно тражећи и започињући нападе без људске интервенције.
Други пример су Uvision Hero решења – лутајуће муниције се управљају даљински, контролишу у реалном времену комуникационим системом и опремљени су електро-оптичком камером чије слике прима командно-контролна станица.
Неке лутајуће муниције се могу вратити оператору, ако нису употребљене у нападу и имају довољно горива; ово је посебно карактеристично за беспилотне летелице којима је напад секундарна намена. Други системи, као што је Delilah немају опцију повратка и самоуништавају се.

## Противмере
Русија користи дронове ЗАЛА Ланцет у инвазији на Украјину. Украјинске снаге су од пролећа 2022. принуђене да постављају кавезе око својих артиљеријских оруђа користећи ланчану ограду, жичану мрежу, па чак и дрвене трупце као њихов део. Један аналитичар је за Радио Слободу рекао да су такви кавези „углавном намењени за одбрану од руског "Ланцета“.
Фотографија наводно снимљена у јануару 2023. показује задњу половину "Ланцета" који није успео да детонира због поменутих кавеза. Исто тако, украјинске снаге су користиле мамце на надувавање и дрвена возила, која представљају системе попут ХИМАРСа, да збуне Ланцет.
Руске снаге користе системе за електронско ратовање да онеспособе или поремете навигацију украјинских летелица. Користе се и анти-дрон пушке "Ступор", које користе електромагнетни пулс да зауставе мету, нападајући ГПС за навигацију.
Студија Краљевског института уједињених служби из 2022. показала је да су руске јединице за електронско ратовање, у марту и априлу 2022. године, зауставиле или обориле 90% украјинских летелице које су имале на почетку рата у фебруару 2022. Главни успех је био у ометању ГПС и радио веза са дронова.
Руски тенкови су на почетку руске инвазије на Украјину били опремљени кровним кавезима који би у неким околностима могли да обезбеде заштиту од лутајуће муниције, а неки украјински тенкови који учествују у украјинској противофанзиви 2023. такође су примећени са њима.

## Етичко и међународно хуманитарно право
Лутајућа муниција која је способна да доноси аутономне одлуке о нападу (без учешћа човека) изазива забринутост за морал, етику и међународно хуманитарно право, јер људско биће није укључено у доношење стварне одлуке о нападу и потенцијалном убијању људи, као што је случај са, например, ракетама. Док се нека вођена муниција може закључати на мету након лансирања или може бити навођена сензором, време њиховог лета је обично ограничено и човек их лансира у области у којима се сумња на непријатељску активност, као што је случај са модерним ракетама испали и заборави и планирање ваздушних удара.
Са друге стране, аутономна лутајућа муниција може бити лансирана у области у којој је само вероватна непријатељска активност, и лутајући самостално тражећи циљеве потенцијално сатима након првобитне одлуке о лансирању, иако може бити у могућности да затражи коначно одобрење за напад. од човека. IAI Harpy and IAI Harop се често цитирају у релевантној литератури јер су поставили преседан за ваздушни систем (иако не нужно преседан у поређењу са модерном поморском мином) у смислу дужине и квалитета аутономне функције, у односу на крстареће ракете на пример.

## Списак корисника и произвођача
Закључно са 2023. годином, лутајућу муницију користи или развија више држава, укључујући:
- Аргентина – HERO 30, HERO 120[28]
- Јерменија – HRESH, BEEB 1800[29]
- Азербејџан – IAI Harpy, IAI Harop, Orbiter 1K,[30] SkyStriker, STM Kargu,[31][32] Qirği, Quzgün[33]
- Белорусија – UBAK-25 Chekan[34]
- Кина – IAI Harpy, CH-901, WS-43, ASN-301[35][36]
- Грчка – Attalus[37]
- Иран – Shahed 131, Shahed 136, Hesa Ababil-2, Raad 85, Arash-2, Meraj-521, Meraj-532, Zhubin and possibly others[38][39][40][41]
- Израел – IAI Harpy, IAI Harop, IAI Harpy NG, IAI Green Dragon, IAI Rotem L, Orbiter 1K,[42] Delilah, SkyStriker,[43][44] Spike Firefly, HERO loitering munitions series,[45][46][47][48] Viper,[49] Lanius,[50] Point Blank,[51] SpyX.[52]
- Мароко – IAI Harop
- Пољска – WB Electronics Warmate[53]
- Portugal – UAVision Elanus[54]
- Русија – KUB-BLA, ЗАЛА Ланцет,[55][56][57] Геран-1, Геран-2
- Србија – Гавран, Осица, ИКА-КАМ-81, ИКА-КАМ-60.[58]
- Турска Robit UAV AZAB,[59] – IAI Harpy,[60] STM Kargu,[61] STM Alpagu,[62] Transvaro-Havelsan Fedai,[63] LENTATEK Kargı,[64] Roketsan-STM Alpagut[65][66]
- УАЕ – QX-1,[67][68] Hunter SP,[69] Hunter 2-S,[70][71] Hunter 5, Hunter 10,[72] Shadow 25, Shadow 50,[73][74] RW-24,[75] N-Raven[76]
- УК – Switchblade
- САД – AeroVironment Switchblade, Phoenix Ghost, Raytheon Coyote,[77] HERO 120, Point Blank, ALTIUS-600M.
- Украјина – RAM II, Switchblade, ST-35 Silent Thunder, Phoenix Ghost, Warmate